# Cameron Sinclair

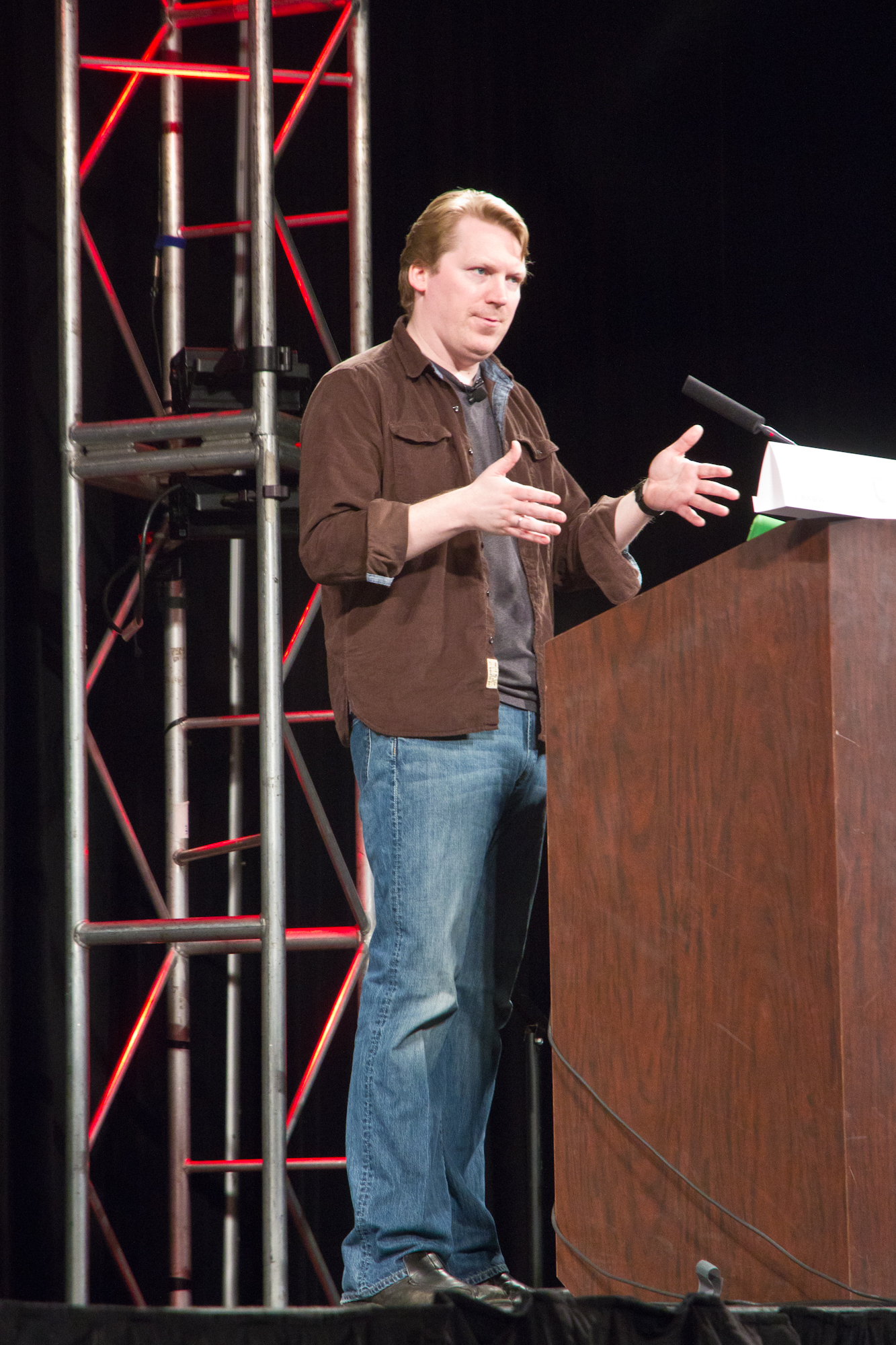
Cameron Sinclair (2011)

Cameron Sinclair (Londen, Engeland, 16 november 1973) is een architect en medeoprichter van Architecture for Humanity (1999), een non-profitorganisatie die architectonische oplossingen en ontwerphulp aandraagt bij gevallen van humanitaire crisissituaties en aan hulpbehoevende samenlevingen.
Sinclair zette zich onder meer al in om te helpen na de tsunami van 2004, na orkaan Katrina en na de aardbeving in Pakistan van 2005.
Sinclair genoot zijn opleiding tot architect aan de Universiteit van Westminster en The Bartlett School of Architecture van de University College London. In 2006 schreef hij het boek Design Like You Give A Damn: Architectural Solutions to Humanitarian Crises. Sinclair levert met regelmaat bijdragen aan Worldchanging.com, een weblog waarop ideeën over duurzame ontwikkeling uitgewisseld worden.

## Open Architecture Network
In 2006 was hij een van de drie winnaars van de TED Prijs. Hij gebruikte zijn One Wish to Change the World die hij daarmee verdiende voor zijn huidige werk aan de opbouw en groei van het Open Architecture Network. Daarmee wil Sinclair een wereldwijd open-bronnet creëren waarmee architecten, overheden en niet-gouvernementele organisaties ontwerpplannen kunnen delen en toepassen om te proberen de hele wereld van huisvesting te voorzien.